# Distrito electoral de West Winters Creek
West Winters Creek (en inglés: West Winters Creek Precinct) es un distrito electoral ubicado en el condado de Scotts Bluff en el estado estadounidense de Nebraska. En el Censo de 2010 tenía una población de 1443 habitantes y una densidad poblacional de 49,21 personas por km².

## Geografía
West Winters Creek se encuentra ubicado en las coordenadas 41°53′28″N 103°42′44″O / 41.89111, -103.71222. Según la Oficina del Censo de los Estados Unidos, West Winters Creek tiene una superficie total de 29.32 km², de la cual 29.19 km² corresponden a tierra firme y (0.47%) 0.14 km² es agua.

## Demografía
Según el censo de 2010, había 1443 personas residiendo en West Winters Creek. La densidad de población era de 49,21 hab./km². De los 1443 habitantes, West Winters Creek estaba compuesto por el 94.73% blancos, el 0.49% eran afroamericanos, el 0.9% eran amerindios, el 0.07% eran asiáticos, el 0% eran isleños del Pacífico, el 2.08% eran de otras razas y el 1.73% pertenecían a dos o más razas. Del total de la población el 10.05% eran hispanos o latinos de cualquier raza.